# Paz Azzati Cutanda
Paz Azzati Cutanda (València, 27 de juny de 1917 - 12 d'agost de 1995) fou una política valenciana, que va militar al Partit Comunista d'Espanya.

## Biografia
Era filla del periodista Félix Azzati Descalci i d'Esperanza Cutanda. Paz va estudiar uns cursos de comerç que no va acabar, ja que la va sorprendre la Guerra Civil. Era autodidacta, com tots els fills d'Azzati. Amb els seus germans, Renau, Néstor, Octavio, Arnaldo i Magda va créixer en un ambient estudiantil encara que tindria una vida de moltes angoixes i penalitats. Fou una persona culta, membre del Partit Comunista, on va ingressar a principis de la guerra, a les acaballes de 1936. Es va casar amb l'emigrant italià Andrea Familiari, que va escapar de la Itàlia de Mussolini i se'n va vindre a València on fou periodista i director del periòdic Verdad.
Durant la guerra, Paz va resistir a València durant molt de temps, va estar en contacte amb Dones Antifeixistes i molt involucrada amb el partit comunista. Va tractar d'eixir d'Espanya però no va poder. El seu marit sí que ho aconsegueix i marxa a l'URSS. Paz va a Madrid amb nom fals i treballa en el servei domèstic, netejant escales, però continua realitzant molta feina de partit. La policia la deté i el Tribunal militar la condemna a mort. S'estarà a Las Ventas durant un any, fins que li fan un altre judici i la condemnen a trenta anys en el Penal de Segòvia. Va passar vuit anys en un règim horrible, aïllada, sense família, i passant molt de fred. Fins que el seu marit, en la Segona Guerra Mundial, quan Itàlia més o menys es normalitza, la reclamarà.
A Rússia, el seu marit havia entrat a treballar a Ràdio Moscou en la secció italiana, quan va tornar de l'evacuació i on el va presentar el seu cunyat Arnaldo Azzati –també exiliat amb la seua dona. Després, des de Rússia li costaria molt eixir fins a Roma. Va fer valer la seua condició d'italià i va demanar la repatriació a una Itàlia alliberada i democràtica. Al final ho aconsegueix en l'estiu de 1947. Ja en Itàlia realitza una activitat important per ajudar a Paz, que aconseguirà treure-la d'Espanya fent constar el fet d'estar casada amb un italià. Sens dubte li va costar moltes gestions i visites a l'ambaixada espanyola a Roma, però al final va aconseguir deportar Paz a Itàlia, amb la promesa formal de no tornar mai més a Espanya. Quan ja havien concedit la deportació a Paz, al juliol de 1948, mentre encara era a la presó de Segòvia, sa mare va morir. Paz va sol·licitar un permís per poder assistir al soterrament, però li'l van denegar i no va eixir de la presó fins al setembre, per a embarcar fins a Roma.
Per altra banda el seu marit, durant la seua estada a Roma i mentre gestionava la llibertat de la dona, va redactar articles per a periòdics i va escriure un llibre de la Unió Soviètica amb el pseudònim d'Ettore Vanni, titulat: Lo comunista en Rusia, Roma, 1950. La seua obra fou considerada un atac a l'URSS i al mateix comunisme, fins al punt que més tard Paz i Andrea haurien d'eixir cap a Mèxic, per a tornar més tard a Itàlia.
Quan encara vivia Franco, Paz va anar a Espanya el 1971, un any després d'enviduar. Més tard, la seua cunyada Alejandra Soler, dona d'Arnaldo Azzati, va realitzar nombroses gestions a l'ambaixada i va aconseguir que vinguera ja el 1981 a València. En els seus últims anys va tenir una vida molt angoixada per la malaltia de la seua germana Magda, que havia caigut en l'alcoholisme.